# 殷鈞
殷钧（484年—532年），名一作殷均。字季和，陈郡长平县（今河南省西华县北）人，南朝梁文学家，书法家，父亲殷睿。
少好学，善隶书，为当时楷法。梁武帝时，娶永兴公主，拜驸马都尉。任司徒左长史、侍中等职，为秘书郎、秘书丞时，校定秘阁四部书，编写目录。迁为临川内史，虽体弱多病，只能闭阁卧床治理政事，因而也不甚扰民。在任有政绩，为吏民所拥护，劫盗皆逃离临川境。抓获劫盗首领到郡衙，但并不施加刑罚，而是和言悦色地指责他的罪行。这个劫帅大受感动，顿首下拜请求改过，殷钧当场命令将他释放。这人后来成了个守法百姓。后官至散骑常侍、领兵校尉、东宫学士、国子祭酒等职。中大通四年，卒，时年四十九岁。谥贞子。二子：殷构，殷渥。《全上古三代秦汉三国六朝文》存其文二篇。《先秦汉魏晋南北朝诗》存其诗一首。

## 延伸阅读
[在维基数据编辑]
 《梁書/卷27》，出自姚思廉《梁書》
 《南史/卷60》，出自李延壽《南史》